# أنطونيو بيرنارديني
انطونيو بيرنارديني (بالإيطالية: Antonino Bernardini)‏ لاعب كرة قدم ايطالي في مركز خط الوسط (من مواليد 21 يونيو 1974) لعب لنادي روما موسم واحد فقط 1996-1997 كما شارك مع منتخب إيطاليا الاولمبي في اولمبياد اطلانطا 1996.

## اقرأ أيضاً
- برونو كونتي
- فرانشيسكو توتي
- نادي روما
- جوزيبي جانيني

## روابط خارجية
- أنطونيو بيرنارديني على موقع الاتحاد الدولي (مؤرشف)  (الإنجليزية)
- أنطونيو بيرنارديني على موقع قاعدة بيانات كرة القدم.إي يو (الإنجليزية)
- أنطونيو بيرنارديني على موقع Soccerway.com (الإنجليزية)
- أنطونيو بيرنارديني على موقع عالم كرة القدم.نت (الإنجليزية)
- أنطونيو بيرنارديني على موقع أوليمبيديا (الإنجليزية)